# ケン・マンテル
ケン・マンテル（Ken Mantell、本名：Ken Lusk、1942年 - ）は、アメリカ合衆国の元プロレスラー。テキサス州フォートワース出身。出身地はカリフォルニア州ともされる。
アマチュアレスリングの下地を持つジュニアヘビー級の技巧派であり、ブッカーやプロモーターとしても活動した。実弟のジョニー・マンテルも元プロレスラーである。

## 来歴
1963年にカリフォルニア州チャンピオン、1964年にはNCAAのチャンピオンとなるなど、レスリングの名選手として活躍した後、1966年にプロデビューしたとされる。キャリア初期は本名のケン・ルスク（Ken Lusk）名義で活動。1971年8月、このリングネームで日本プロレスの『サマー・ミステリー・シリーズ』に初来日。アントニオ猪木ともシングルマッチで対戦した。
1972年より、ケン・マンテル（Ken Mantell）のリングネームで中南部のNWAトライステート地区に参戦。エリック・ザ・レッドやギロチン・ゴードンといったスーパーヘビー級のヒールとも対戦している。同年8月21日にはルイジアナ州シュリーブポートにおいて、黒人レスラーのトム・ジョーンズと組んで同地区認定のUSタッグ王座を獲得した。
1973年、クレイ・スペンサー（Clay Spencer）と名乗って太平洋岸北西部に登場。当初はベビーフェイスのポジションでビッグ・ジョン・クインやブル・ラモスと対戦していたが、後にヒールターンを行い、6月1日にラモスと組んでダッチ・サベージ&スティーブン・リトルベアからNWAパシフィック・ノースウエスト・タッグ王座を奪取した。
その後、リングネームをケン・マンテルに戻して古巣のトライステート地区に再登場。1973年12月19日、ミシシッピ州ジャクソンにおいてダニー・ホッジを破り、NWA世界ジュニアヘビー級王座を獲得する。1974年11月には王者として全日本プロレスの『NWAワールド・チャンピオン・シリーズ』に来日。12月5日の日大講堂大会ではジャンボ鶴田を挑戦者に迎えて防衛戦を行った。シリーズ中はNWA世界ヘビー級王者ジャック・ブリスコとの「現役NWA世界王者コンビ」も実現、ジャイアント馬場&鶴田の師弟コンビと対戦している。
NWA世界ジュニアヘビー級王者として長期政権を築いたが、1975年6月14日にヒロ・マツダに敗れて王座から陥落。同年11月、全日本プロレスに再来日。12月開幕の『オープン選手権』にも継続参戦し、リーグ戦では因縁のマツダをはじめ、ドン・レオ・ジョナサン、パット・オコーナー、アントン・ヘーシンク、大木金太郎、国際プロレスのラッシャー木村、グレート草津、マイティ井上と対戦した。
1976年4月、新日本プロレスに初参戦。ペドロ・モラレス、キラー・カール・クラップ、ビクター・リベラ、タワーリング・インフェルノ、ブッチャー・バションらと共に『第3回ワールド大リーグ戦』に出場したが、木戸修や永源遙といった中堅クラスにも敗退するなど戦績は芳しくなかった。
1970年代後半からはヘビー級戦線に進出し、1976年10月15日にはカリフォルニア州ロサンゼルスにおいて、チャボ・ゲレロを破りNWAアメリカス・ヘビー級王座を獲得。1977年3月22日にはアラバマ州モービルにおいて、レスリング・プロ（レオン "ターザン" バクスター）からNWAガルフ・コースト・ヘビー級王座を奪取した。
ジュニア王者時代の主戦場だった中南部では、ビル・ワットが興した新団体MSWAに参戦してポール・オーンドーフと抗争。1980年7月25日にはトーナメントの決勝でワフー・マクダニエルを下し、前王者ジャンクヤード・ドッグの負傷による返上で空位となっていたルイジアナ・ヘビー級王座を獲得、10月8日にジェイク・ロバーツに敗れるまで保持した。
セミリタイア後は、フリッツ・フォン・エリックがテキサス州ダラス地区で主宰していたWCCWのブッカーを担当。レスラーとしても時折リングに上がり、1982年にはザ・グレート・カブキやマジック・ドラゴンとも対戦した。
1986年からはMSWAから改称したUWFのブッカーを務めたが、ジム・クロケット・プロモーションズのUWF買収後は、ダラス地区にてWWW（Wild West Wrestling）なるインディー団体を1987年に主宰。WWWにはファビュラス・ランス、バディ・ロバーツ、ビル・アーウィン、キング・パーソンズ、ブライアン・アディアス、ジョン・テータム、ジャック・ビクトリーなど、WCCWを主戦場としていたレスラーが出場していた。
WWWの活動停止後は、フォン・エリック・ファミリーと復縁してWCCWから改称したWCWAの共同オーナーとなった。しかし、当時のテキサスは石油産業の停滞で深刻な不況下にあり、WCWAが軌道に乗ることはなかった。1989年にWCWAはジェリー・ジャレットのCWAと合併、USWAが設立されるが、マンテルはこの新団体に参画することなくプロレス業界から引退した。

## 獲得タイトル
ナショナル・レスリング・アライアンス
- NWA世界ジュニアヘビー級王座：1回[12]

NWAトライステート
- NWA USタッグ王座（トライステート版）：2回（w / トム・ジョーンズ、ジェイ・クレイトン）[9]

パシフィック・ノースウエスト・レスリング
- NWAパシフィック・ノースウエスト・タッグ王座：1回（w / ブル・ラモス）[11]

ジョージア・チャンピオンシップ・レスリング
- NWAジョージア・タッグ王座：1回（w / ディーン・ホー）[27]

NWAハリウッド・レスリング
- NWAアメリカス・ヘビー級王座：1回[18]

サウスイースタン・チャンピオンシップ・レスリング
- NWAガルフ・コースト・ヘビー級王座：1回[19]

ミッドサウス・レスリング・アソシエーション
- ルイジアナ・ヘビー級王座：1回[21]